# キャメロン郡 (ルイジアナ州)
キャメロン郡（キャメロンぐん、英: Cameron Parish）は、アメリカ合衆国ルイジアナ州の南西隅に位置する郡である。2010年国勢調査での人口は6,839人であり、2000年の9,991人から31.5％減少した。陸地面積では州内最大の郡である。郡庁所在地は国勢調査指定地域のキャメロン（人口406人）であり、同郡で人口最大の町はハックベリー（人口1,261人である。
キャメロン郡はカルカシュー郡と共にレイクチャールズ大都市圏を構成している。

## 歴史
キャメロン郡は1870年にカルカシュー郡とバーミリオン郡の一部を合わせて設立され、郡名は、ペンシルベニア州出身でエイブラハム・リンカーン大統領政権で初代陸軍長官を務めたサイモン・キャメロンに因んで名付けられた。ルイジアナ州では最大級の市民教区であるが、土地の大半が湿地であるために人口は少ない方である。キャメロン郡内にはシェニエ平原の大部分が入っており、他にも特にルイジアナ州の海岸地域に見られる盛り上がった尾根であるシェニエが多い。初期開拓者としては、ジョン・M・スミス、ミレジ・マッコールなどの名前が残されている。
キャメロン郡の西半分は、ルイジアナ買収の後でアメリカ合衆国とスペインの間におきた境界紛争を解決するために、1806年に結ばれた中立地帯協定、すなわちノーマンズランドの一部である。カルカスー川（当時はアロヨ・ホンドと呼ばれた）とサビーン川がそれぞれ東と西の郡境になっている。警察組織が無かったために、この地域は長年、無法者、海賊など極悪非道な人物の温床になっていた。
南北戦争、オードリー、リタ、アイクなど多くのハリケーンが地域の向かう道を形成する出来事になってきた。南北戦争が始まったときは、海岸地域で支持する側が分かれ、さらなる紛争の舞台になった。1863年秋、グランド・シェニエ周辺では、北部支持者の「マーメントー・ジェイホーカーズ」とその自警組織「マーメントー・レギュレーターズ」の行動をブロックが記録した。
1957年6月27日、ハリケーン・オードリーの被害を受け、390人以上が死亡した。著作家のノラ・ミー・ロスとスーザン・マクフィレン・グッドソンはハリケーン・オードリーの多くの生存者の話を記録し、ハリケーンから40年後に出版した。アメリカ医学会は、地元の医者セシル・クラークを、個人的な損失が大きかったにも拘わらず献身的な奉仕を行ったことを認め、「年間最大の一般開業医」に指名した。ハリケーン・オードリーの上陸した前と後で地元の歴史が50年間近くも語り継がれていたが、キャメロン郡は2005年9月24日にハリケーン・リタに再度襲われた。このハリケーンが来る直前に撮影された映画『リトル・シェニエ』には、郡内が破壊される前の光景が残されることになった。
ハリケーン・リタから3年後の2008年、ハリケーン・アイクに襲われた。このときの高潮の高さは22フィート (6.7 m) となり、ハリケーン・リタの時の10フィート (3.0 m) よりも悪くなった。海岸地域のほぼ全体が洪水となり、高潮と洪水の水は内陸の60マイル (100 km) 、北のレイクチャールズ市にまで達した。郡内ではキャメロン、ホリービーチ、ハックベリー、クレオール、およびグランドシェニエの町が破壊された。ルイジアナ州野生生物魚類省探索救助チームが州兵隊や沿岸警備隊と協力して363人を救出したことを含め、数百人の人々が洪水の最中に救助された。

## 地理
アメリカ合衆国国勢調査局に拠れば、郡域全面積は1,932平方マイル (5,003.9 km2)であり、このうち陸地1,313平方マイル (3,400.7 km2)、水域は619平方マイル (1,603.2 km2)で水域率は32.03％である。

### 主要高規格道路
- ルイジアナ州道27号線
- ルイジアナ州道82号線

### 隣接する郡
- カルカシュー郡 - 北西
- ジェファーソンデイビス郡 - 北東
- バーミリオン郡 - 東
- メキシコ湾 - 南
- ジェファーソン郡 (テキサス州) - 南西
- オレンジ郡 (テキサス州) - 西

### 国立保護地域
- キャメロン・プレーリー国立野生生物保護区
- イーストコーブ国立野生生物保護区
- ラカシン国立野生生物保護区（部分）
- サビーン国立野生生物保護区

## 人口動態
以下は2000年の国勢調査による人口統計データである。
| 基礎データ - 人口: 9,991人 - 世帯数: 3,592 世帯 - 家族数: 2,704 家族 - 人口密度: 3人/km2（8人/mi2） - 住居数: 5,336軒 - 住居密度: 2軒/km2（4軒/mi2） 人種別人口構成 - 白人: 93.65% - アフリカン・アメリカン: 3.88% - ネイティブ・アメリカン: 0.37% - アジア人: 0.44% - 太平洋諸島系: 0.02% - その他の人種: 0.94% - 混血: 0.69% - ヒスパニック・ラテン系: 2.15% 言語別人口構成 - フランス語またはケイジャン・フランス語: 11.57% - スペイン語: 1.83% 年齢別人口構成 - 18歳未満: 28.4% - 18-24歳: 9.4% - 25-44歳: 29.6% - 45-64歳: 21.9% - 65歳以上: 10.6% - 年齢の中央値: 35歳 - 性比（女性100人あたり男性の人口） - 総人口: 100.9 - 18歳以上: 99.4 | 世帯と家族（対世帯数） - 18歳未満の子供がいる: 39.0% - 結婚・同居している夫婦: 62.2% - 未婚・離婚・死別女性が世帯主: 9.0% - 非家族世帯: 24.7% - 単身世帯: 20.9% - 65歳以上の老人1人暮らし: 8.6% - 平均構成人数 - 世帯: 2.76人 - 家族: 3.21人 収入と家計 - 収入の中央値 - 世帯: 34,232米ドル - 家族: 39,663米ドル - 性別 - 男性: 31,167米ドル - 女性: 19,113米ドル - 人口1人あたり収入: 15,348米ドル - 貧困線以下 - 対人口: 12.3% - 対家族数: 9.1% - 18歳未満: 13.1% - 65歳以上: 14.8% |

## 都市と町

### 国勢調査指定地域

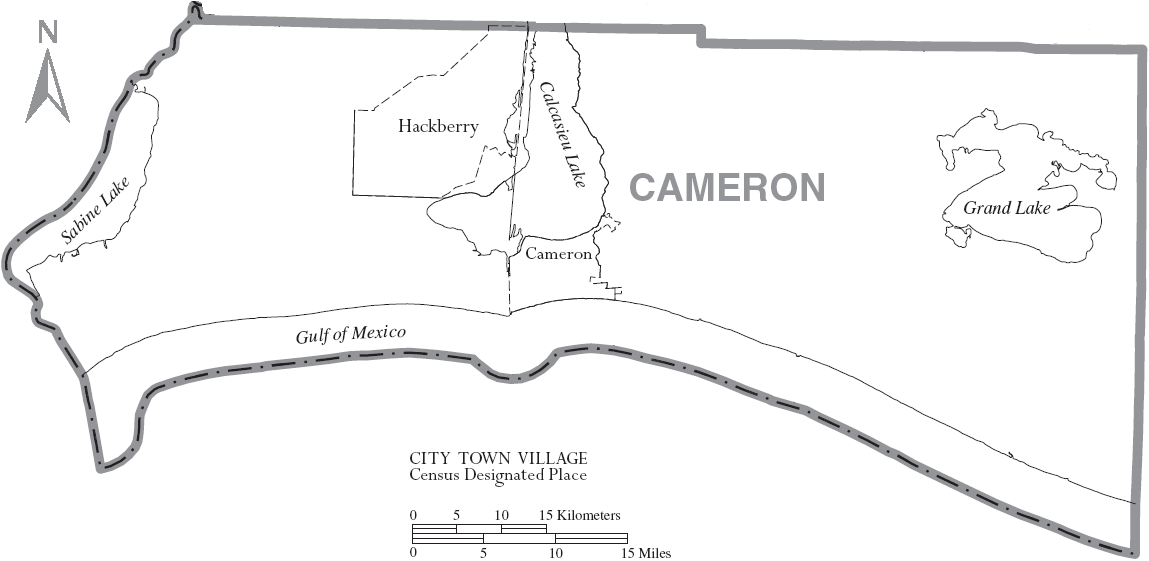
キャメロン郡図

郡内には法人化された都市は無い。
- キャメロン - 郡庁所在地
- ハックベリー

### 未編入の町
- ビッグレイク
- クレオール
- グランドシェニエ
- グランドレイク
- ホリービーチ
- ジョンソンバイユー

## 教育
キャメロン郡教育委員会が地元の公立学校を運営している。
キャメロン郡公立図書館が郡内の公共図書館システムである。全ての図書館は未編入領域にある。キャメロン郡公立図書館本館はキャメロンのマーシャル通り469にある。その他に6か所の支所を運営している。

## 著名な出身者
- ジェイムズ・ベルトン・ボンソール、画家、1926年4月1日グランドシェニエ生まれ
- セシル・クラーク（1924年-1994年）、医師、アメリカ医学会から1957年「年間最大の一般開業医」を受賞
- クレイン兄弟、「マーシュ・バギー」など特殊用途機械の開発者
- ボブ・ヘンスゲンス、ルイジアナ州議会議員、共和党
- ダグ・カーショー、音楽家、1936年1月24日生まれ